# STS-61-A
STS-61-A (englisch Space Transportation System) ist eine Missionsbezeichnung für das US-amerikanische Space Shuttle Challenger (OV-99) der NASA. Der Start erfolgte am 30. Oktober 1985. Es war die 22. Space-Shuttle-Mission und der neunte und letzte erfolgreiche Flug der Raumfähre Challenger.

## Mannschaft

### Hauptmannschaft
- Henry Hartsfield (3. Raumflug), Kommandant
- Steven Nagel (2. Raumflug), Pilot
- James Buchli (2. Raumflug), Missionsspezialist
- Guion Bluford (2. Raumflug), Missionsspezialist
- Bonnie Dunbar (1. Raumflug), Missionsspezialistin
- Reinhard Furrer (1. Raumflug), Nutzlastspezialist (DFVLR)  Deutschland
- Ernst Messerschmid (1. Raumflug), Nutzlastspezialist (DFVLR)  Deutschland
- Wubbo Ockels (1. Raumflug), Nutzlastspezialist (ESA)  Niederlande

Dies war das erste und bisher einzige Mal, dass ein Raumschiff mit acht Personen an Bord startete. (Eine Landung mit acht Personen wurde zehn Jahre später auch mit STS-71 durchgeführt.) Ferner war dies der erste Space-Shuttle-Flug, bei dem der Pilot bereits Weltraumerfahrung hatte.

### Ersatz
Für Furrer und Messerschmid wurde ein Ersatzmann nominiert:
- Ulf Merbold (DFVLR)  Deutschland

## Missionsüberblick
Bei diesem Raumflug wurde das europäische Spacelab im Laderaum mitgeführt. Die drei europäischen Nutzlastspezialisten führten darin die Mission D1 (Deutschland 1) der ESA durch. Erstmals wurde ein Teil einer bemannten Mission von außerhalb der USA oder der Sowjetunion überwacht: Während der Flug der Raumfähre vom NASA-Kontrollzentrum in Houston gesteuert wurde, war für die wissenschaftlichen Experimente im Raumlabor die DLR mit ihrem Zentrum im bayerischen Oberpfaffenhofen zuständig. Insgesamt wurden 75 verschiedene Experimente durchgeführt.
Die Landung erfolgte planmäßig auf der Edwards AFB in Kalifornien. Der Orbiter wurde fünf Tage später mittels eines Spezialflugzeuges nach Florida zurücktransportiert.
Zu Beginn des Fluges wurde ein kleiner Kommunikationssatellit, der im Frachtraum der Challenger untergebracht war, ausgesetzt: GLOMR (Global Low Orbiting Message Relay) war im Auftrag des US-Militärs (DARPA) gebaut worden und war ein Demonstrationsmodell zur Fernabfrage militärischer Sensoren. Der Satellit, der einen Durchmesser von 60 Zentimetern hatte und 52 Kilogramm wog, trat nach 14 Monaten am 26. Dezember 1986 in die dichteren Schichten der Erdatmosphäre ein und verglühte.

## Amateurfunk DPØSL
Die Amateurfunkstation an Bord von Spacelab hatte während der D1 Mission das deutsche exterritoriale Rufzeichen DPØSL. An Bord der Columbia wurde das Shuttle Amateur Radio Experiment (SAREX) durchgeführt, bei dem Studenten und Funkamateure die Möglichkeit hatten, direkt mit den Astronauten zu kommunizieren. Während der Mission gab es unter anderem einen Amateurfunkkontakt mit der deutschen Antarktis-Forschungsstation Georg-von-Neumayer.